# Mike Sorber
Mike « Sorbs » Sorber, né le 14 juin 1971 à Florissant, Missouri, est un joueur américain de soccer.
Il participe à la Coupe du monde 1994 et cumule 67 sélections pour 2 buts en sélection entre 1992 et 1998.

## Biographie

### Jeunesse et formation
Le père de Sorber, Peter « Sorbs » Sorber, était l'entraîneur de l'équipe de soccer des Saint Louis Billikens pendant trente ans. Durant ces années, il remporta dix championnats. Il joua à St. Thomas Aquinas-Mercy High School où il remporta deux championnats, en 1985 et 1988. Après avoir été diplômé en 1989, il joua avec la National Collegiate Athletic Association (NCAA) à l'université de Saint Louis et quitta cette dernière avec un total de treize buts et vingt-neuf passes décisives. Pendant qu'il finissait sa carrière de joueur universitaire en 1992, il continua à étudier et obtint un baccalauréat en arts en 1994.

### Parcours en club

#### Pumas UNAM
Après le mondial 94, Sorber migra au Mexique dans le club des Pumas UNAM. Il joua durant deux saisons et devint le premier footballeur américain à être nommé dans l'équipe All-Star mexicaine.

#### Suite en MLS
En 1996, Sorber signa un contrat avec la toute nouvelle MLS et fut assigné aux Kansas City Wizards. Cependant, il ne joua qu'une saison avant d'être échangé avec Damian Silvera, des MetroStars, le 1er février 1997.
Sorber disputa trois saisons avec les MetroStars. Cependant, l'équipe n'atteignit les play-offs qu'en 1998. Les MetroStars liberèrent Sorber le 21 février 2000. Les New England Revolution demandèrent Sorber, mais ils l'échangèrent avec le club des Chicago Fire durant la présaison de 2001. Il ne joua qu'une saison, aidant le club à remporter le championnat de Division Centrale et atteignit la finale de le coupe MLS. En cinq ans dans la ligue, il marqua 9 buts et fit 17 passes décisives, plus un but et 5 passes décisives en play-offs.

### Parcours en équipe nationale
Sorbs fut sélectionné pour la première fois le 25 janvier 1992. Il totalisera 67 capes pour 2 buts marqués lors de sa carrière internationale. Il eut une réputation assez mixe, jouant à un poste associant typiquement l'engagement physique et l'agressivité, tout en ayant une démarche tout en douceur et une tenue impeccable sur le terrain (il aimait jouer avec le col de son maillot relevé). Cependant, Bora Milutinović, l'entraîneur des États-Unis au mondial 94, disait : « Lorsque vous analysez la Coupe du monde, Sorber fut probablement notre meilleur joueur. Il est difficile pour moi d'expliquer ce que je ressens à son sujet. Il est discipliné et intelligent ». Milutinovic estimait fortement Sorber, ce qui fit qu'il fut titulaire lors des quatre matchs du mondial. Il disputa son dernier match en 1998 lors d'un nul contre le Paraguay. Bien qu'il fût nommé parmi la liste élargie des joueurs pouvant disputer le Mondial 98, l'entraîneur d'alors ne le sélectionna pas, achevant ainsi sa carrière internationale.

### Reconversion comme entraîneur
Mike se retira du football professionnel en février 2001 et retrouva l'université de Saint Louis, où il devint entraîneur assistant.
Il est l'entraîneur assistant de l'équipe US, étant nommé à ce poste par le sélectionneur Bob Bradley en mai 2007.
Le 5 octobre 2011, il est nommé entraineur-adjoint de Jesse Marsch à l'Impact de Montréal. Il fait en même temps que le onze montréalais, ses débuts dans la MLS. En janvier 2013, à la suite du départ de l’entraîneur-chef Jesse Marsch, l'Impact de Montréal annonce qu’elle ne retiendra pas les services de Mike Sorber pour la saison 2013.  

## Sources
- (en) Cet article est partiellement ou en totalité issu de l’article de Wikipédia en anglais intitulé « Mike Sorber » (voir la liste des auteurs).